# Gestapohoofdkwartier (Berlijn)

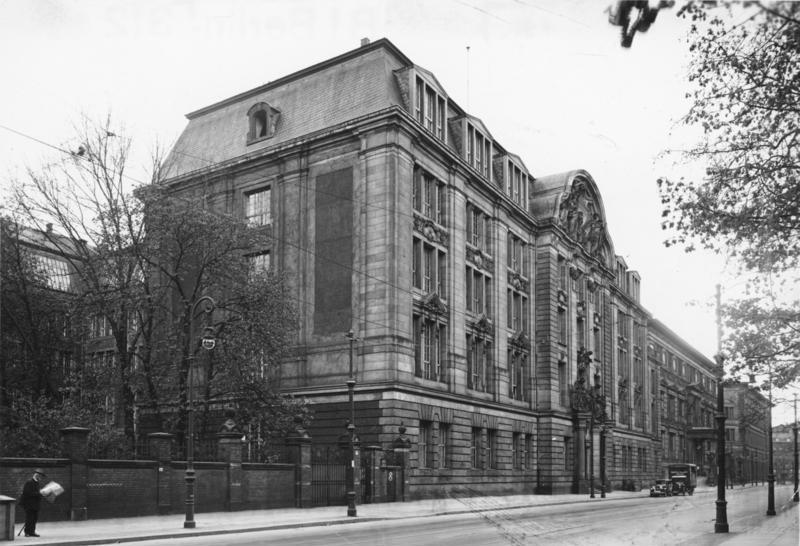
Het Gestapohoofdkwartier aan de Prinz-Albrecht-Straße 8 te Berlijn

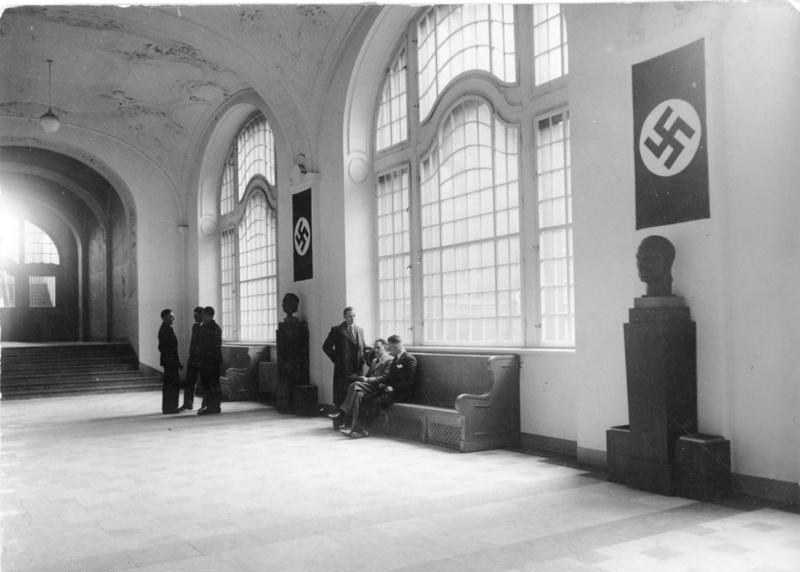
Hal van het Gestapohoofdkwartier, Berlijn, 1934)

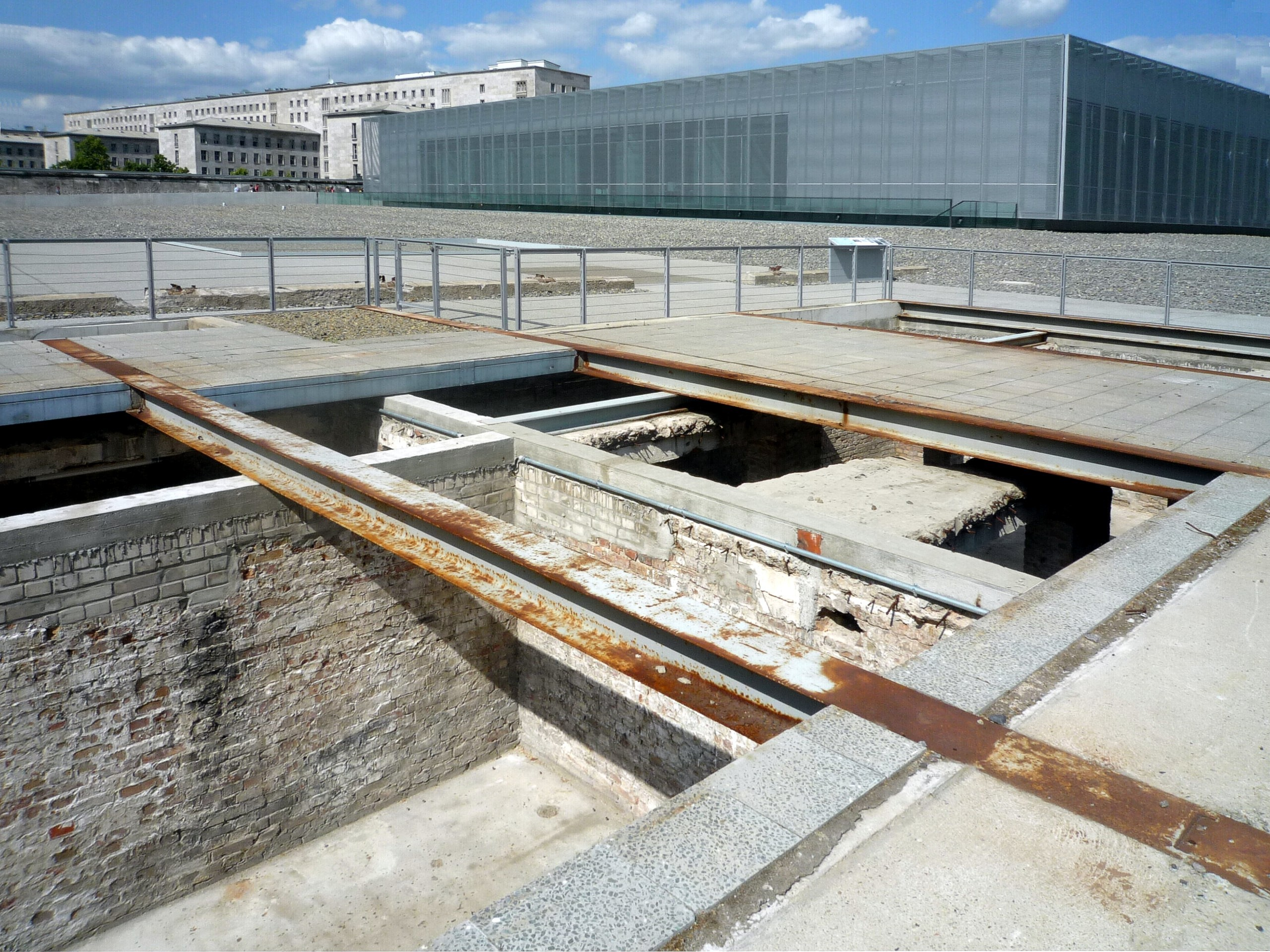
Funderingen en keldermetselwerk van het vroegere Gestapohoofdkwartier, Berlijn, 2010; bovenaan het nieuwe museum Topographie des Terrors

Het voormalige Gestapohoofdwartier was gelegen aan de Prinz-Albrecht-Straße, 8 te Berlijn. Het was het zenuwcentrum van de naziterreur en -repressie tijdens het nazibewind in Duitsland tussen 1933 en 1945. Momenteel bevindt er zich op deze plek, vlak bij de Rijksdag, een documentatiecentrum Topographie des Terrors.

## Situering
Het imposante gebouw aan een belangrijke straat in Berlijn herbergde voorheen een School voor Toegepaste Kunsten met kunstbibliotheek, gebouwd tussen 1901 en 1905.
 In 1933 veranderde het in het hoofdkwartier van de Gestapo, de SS en het latere Reichssicherheitshauptamt. Het gebouw huisvestte de administratie van de Gestapo en was voorzien van verhoorcellen voor opposanten van het nieuwe regime. Ongeveer 15.000 personen werden er verhoord, gemarteld of voor korte tijd opgesloten. Tijdens geallieerde bombardementen liep het gebouw zware schade op, nadien volgde de totale afbraak. De voorheen Prins-Albrecht-Straße is hernoemd naar de Niederkirchnerstraße, verwijzend naar de Duitse verzetsstrijdster Käthe Niederkirchner. Op deze plek bouwde men in 2010 het documentatiecentrum Topographie des Terrors, waar men informatie biedt rond de Gestapo, de SS en de naziterreur in zijn geheel. Het centrum legt de nadruk op de bureaucratische aard van de naziterreur. Archeologen voerden ondertussen bodemonderzoek uit naar de ondergrondse cellen waarin de politieke tegenstanders van het naziregime werden opgesloten en gemarteld. Passanten konden destijds vanop de straat het gegil horen van de slachtoffers in deze cellen.